# Tecnología limpia

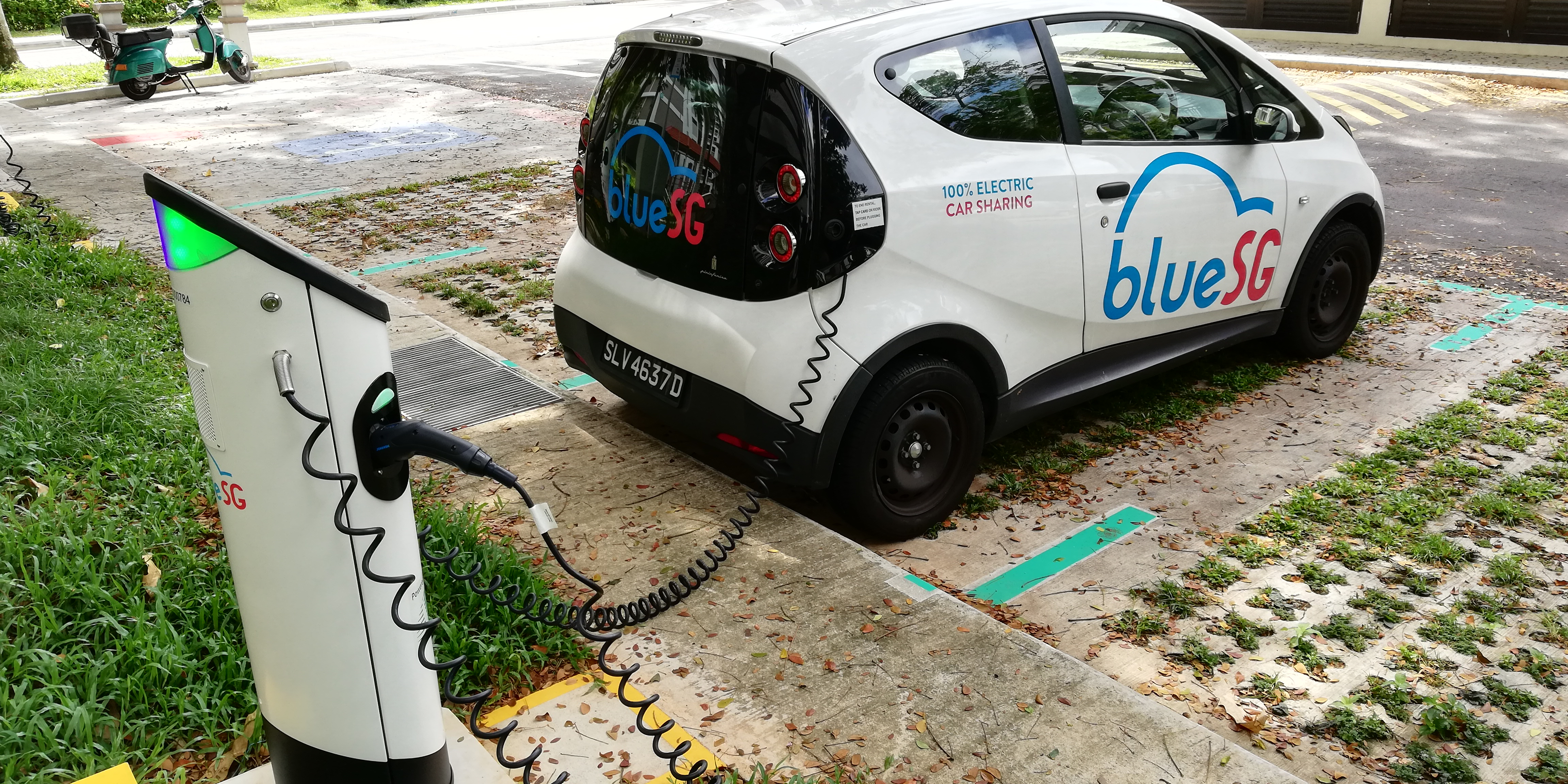
Un coche completamente eléctrico cargando su batería en una estación de carga pública.

Tecnología limpia es cualquier proceso, producto o servicio que reduce los impactos ambientales negativos a través de mejoras significativas en la eficiencia energética, el uso sostenible de los recursos o actividades de protección ambiental. La tecnología limpia incluye una amplia gama de tecnología relacionada con el reciclaje, la energía renovable, la tecnología de la información, el transporte ecológico, los motores eléctricos, la química ecológica, la iluminación, las aguas grises, entre otras. El financiamiento ambiental es un método por el cual nuevos proyectos de tecnologías limpias pueden obtener financiamiento a través de la generación de bonos de carbono. Un proyecto que se desarrolla con preocupación por la mitigación del cambio climático también se conoce como proyecto de carbono.

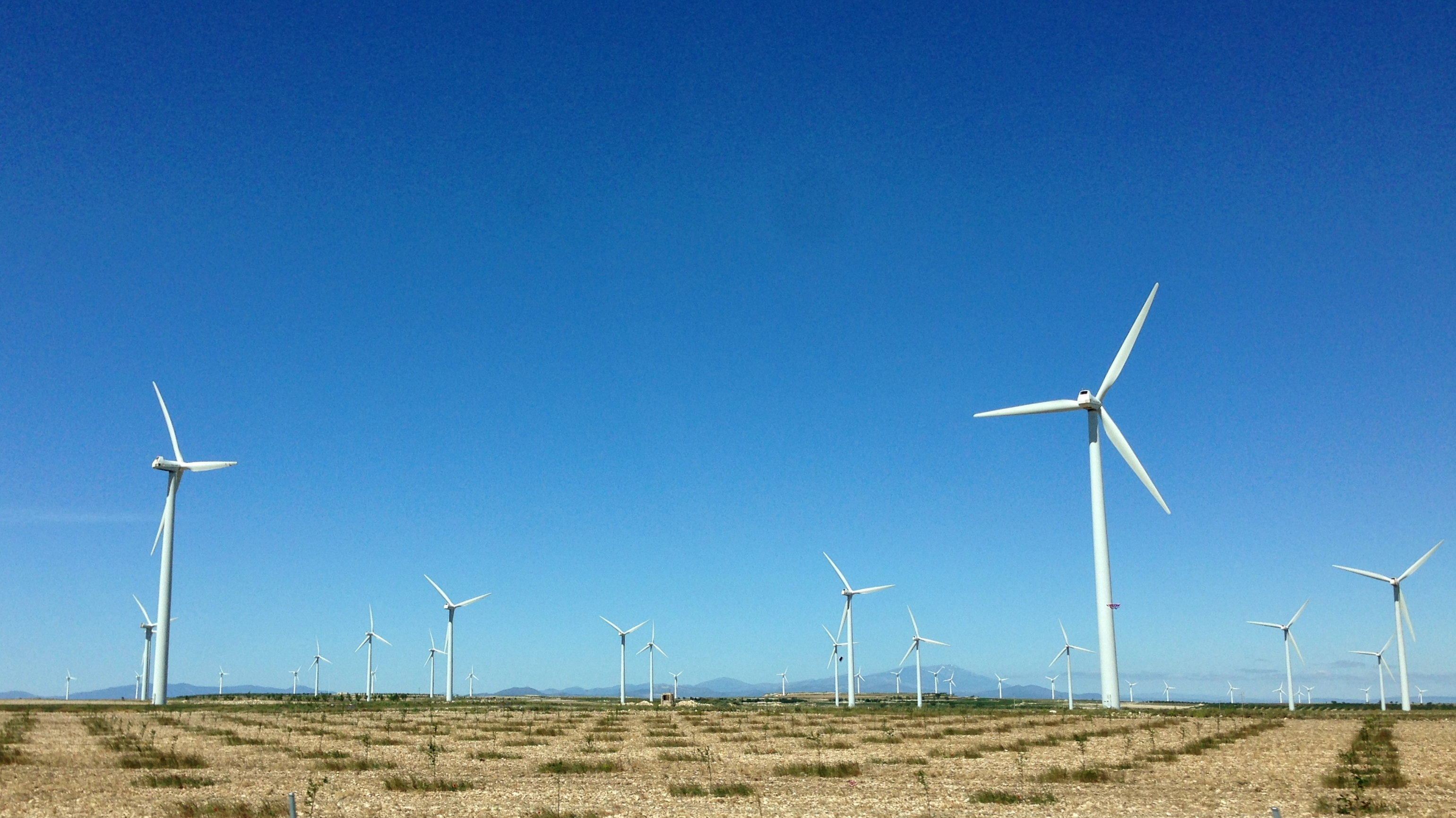
Aerogeneradores en un campo en España.

Las inversiones en tecnología limpia han crecido considerablemente desde que comenzaron a llamar la atención alrededor del año 2000. Según el Programa de las Naciones Unidas para el Medio Ambiente, las empresas de energía eólica, solar y de biocombustibles recibieron un récord de 148 mil millones de dólares en nuevos fondos en 2007, ya que el aumento de los precios del petróleo y las políticas sobre el cambio climático alentaron la inversión en energías renovables. En general, la inversión en industrias de energía limpia y eficiencia energética aumentó un 60 por ciento entre 2006 y 2007. En 2009, Clean Edge pronosticó que los tres principales sectores de tecnología limpia, energía solar fotovoltaica, energía eólica y biocombustibles, tendrían ingresos de $325,1 mil millones para 2018.
La tecnología limpia también se ha perfilado como un tema imprescindible para las empresas. Puede reducir los contaminantes y los combustibles sucios para todas las empresas, independientemente de la industria en la que se encuentren, y el uso de tecnología limpia se ha convertido en una ventaja competitiva. A través de la construcción de sus objetivos de Responsabilidad Social Corporativa (RSC), participan en el uso de tecnología limpia y otros medios mediante la promoción de la sostenibilidad. Las empresas del Fortune Global 500 gastaron alrededor de $20 mil millones al año en actividades de RSE en 2018.

## Definición

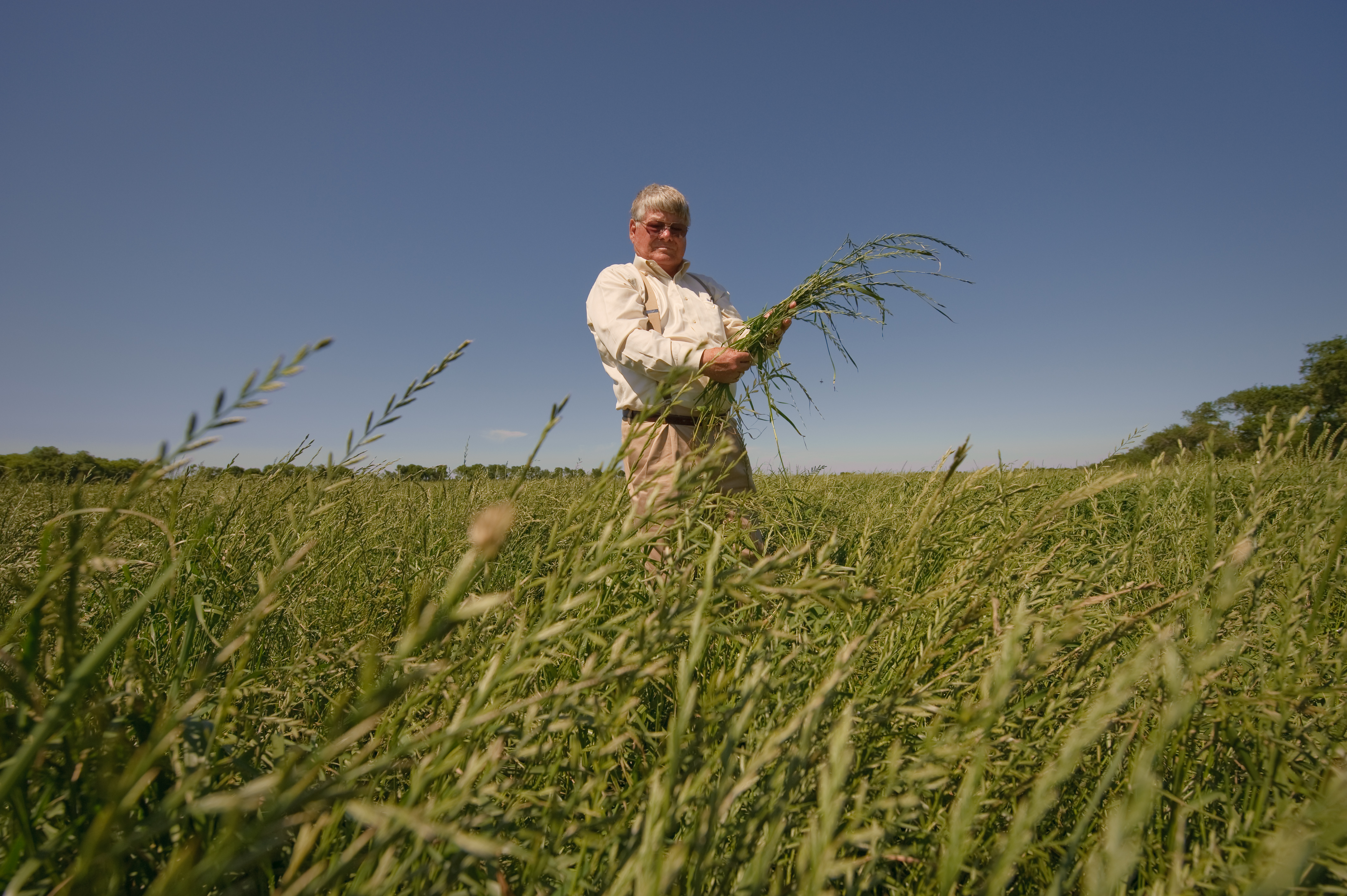
Granjero que usa cultivos para biocombustibles

Los productos o servicios de tecnología limpia son aquellos que mejoran el rendimiento operativo, la productividad o la eficiencia al tiempo que reducen los costos, los insumos, el consumo de energía, los desechos o la contaminación ambiental. Su origen es el mayor interés de los consumidores, los reguladores y la industria en formas limpias de generación de energía, específicamente, quizás, el aumento de la conciencia sobre el calentamiento global y el impacto en el medio ambiente natural de la quema de combustibles fósiles. Las tecnologías limpias suelen asociarse con fondos de capital de riesgo y organizaciones de uso de la tierra. Históricamente, el término se ha diferenciado de varias definiciones de negocios ecológicos, sostenibilidad o industrias de triple resultado por sus orígenes en la comunidad de inversión de capital de riesgo y ha crecido para definir un sector comercial que incluye industrias significativas y de alto crecimiento como energía solar, eólica, purificación de agua y biocombustibles

## Inversiones a nivel global
En 2008, las inversiones en empresas de tecnología limpia en América del Norte, Europa, China e India totalizaron un récord de 8.400 millones de dólares. Las empresas de Cleantech Venture Capital incluyen NTEC, Cleantech Ventures y Foundation Capital. El total preliminar de 2008 representa el séptimo año consecutivo de crecimiento en la inversión de riesgo, ampliamente reconocido como un indicador líder de los patrones generales de inversión. Actualmente, China es vista como un importante mercado de crecimiento para las inversiones en tecnologías limpias, con un enfoque en las tecnologías de energía renovable. En 2014, Israel, Finlandia y Estados Unidos encabezaban el Índice Global de Innovación en Tecnologías Limpias, de 40 países evaluados, mientras que Rusia y Grecia estaban en último lugar. Con respecto a las inversiones privadas, el grupo de inversión Element 8 recibió el premio CleanTech Achievement Award 2014 de CleanTech Alliance, una asociación comercial enfocada en tecnología limpia en el estado de Washington, por su contribución en la industria de tecnología limpia del estado de Washington.
Según la investigación publicada, los principales sectores de tecnología limpia en 2008 fueron la energía solar, los biocombustibles, el transporte y la energía eólica. La energía solar representó casi el 40% de la inversión total en tecnología limpia en 2008, seguida por los biocombustibles con un 11%. En 2019, los fondos soberanos invirtieron directamente algo menos de 3.000 millones de dólares en energías renovables.
Se esperaba que la Conferencia sobre Cambio Climático de las Naciones Unidas de 2009 en Copenhague, Dinamarca, creara un marco mediante el cual finalmente se establecerían límites a las emisiones de gases de efecto invernadero. Muchos defensores de la industria de la tecnología limpia esperaban que se estableciera un acuerdo allí para reemplazar el Protocolo de Kioto. Como se esperaba este tratado, los académicos sugirieron un cambio profundo e inevitable del principio "business as usual". Sin embargo, los Estados participantes no proporcionaron un marco global para las tecnologías limpias. El estallido de la crisis económica de 2008 obstaculizó entonces las inversiones privadas en tecnologías limpias, que volvieron a su nivel de 2007 recién en 2014. Se esperaba también que la Conferencia de Conferencia de Cambio Climático de las Naciones Unidas de 2015 en París lograse un acuerdo universal sobre el clima, lo que fomentaría el desarrollo de tecnologías limpias.

## En los Objetivos de Desarrollo Sostenible

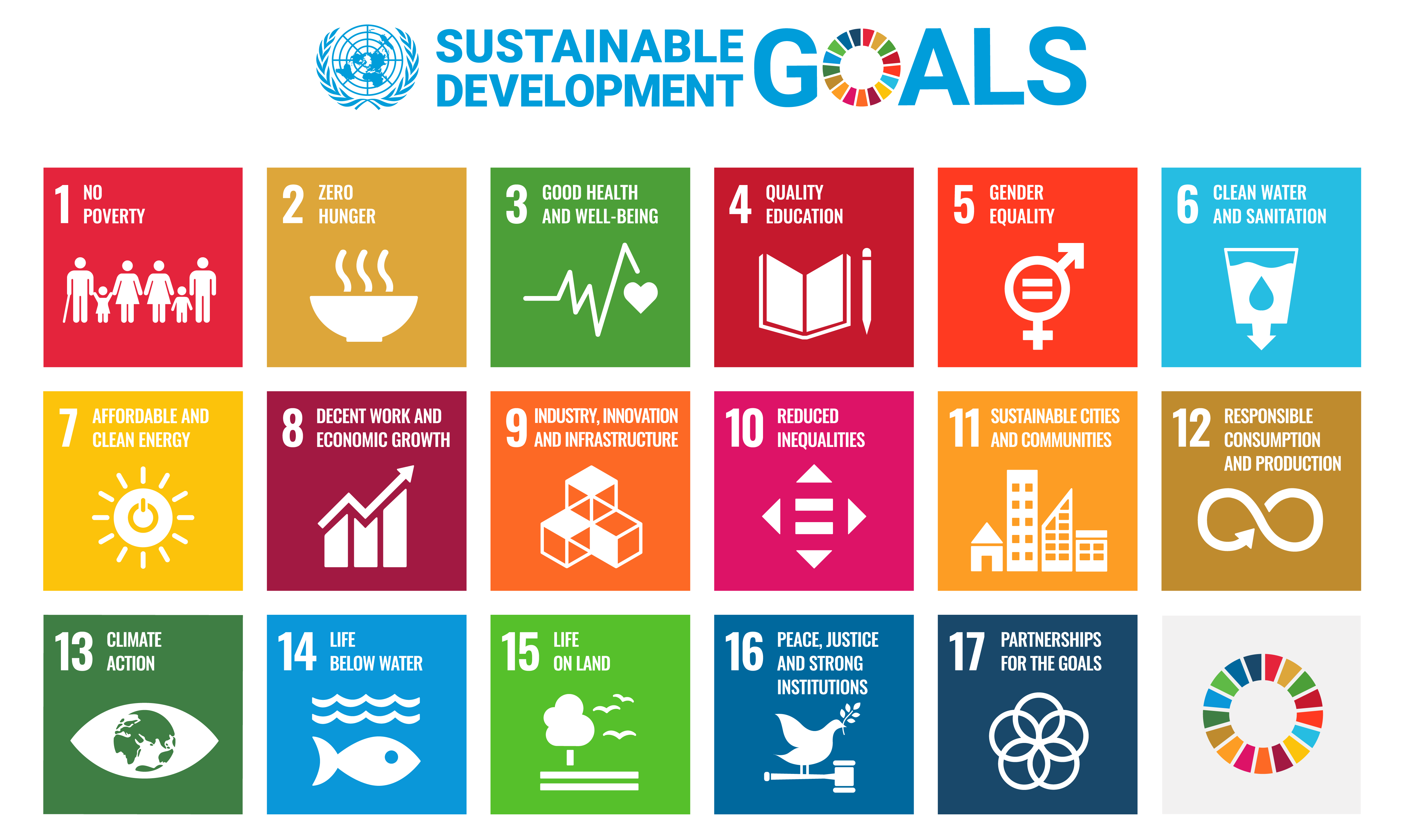
Naciones Unidas: 17 Objetivos de Desarrollo Sostenible

Naciones Unidas ha fijado metas para la Agenda 2030 para el Desarrollo Sostenible, la cual se denomina Objetivos de Desarrollo Sostenible compuesta por 17 metas y 232 indicadores en total. Estos objetivos están diseñados para construir un futuro sostenible y para implementar en los países (Estados miembros) en la ONU. Muchas partes de los 17 objetivos están relacionadas con el uso de tecnología limpia, ya que finalmente es una parte esencial del diseño de un futuro sostenible en diversas áreas, como la tierra, las ciudades, las industrias, el clima, etc.
- Objetivo 6 : "Garantizar la disponibilidad y la gestión sostenible del agua y el saneamiento para todos" [15]
  - Se utilizan varios tipos de tecnología de agua limpia para cumplir con este objetivo, como filtros, tecnología para desalinización, fuentes de agua filtrada para comunidades, etc.
- Objetivo 7 : "Garantizar el acceso a una energía asequible, fiable, sostenible y moderna para todos"
  - La promoción de los países para implementar energías renovables está logrando avances notables, tales como:
    - "De 2012 a 2014, tres cuartas partes de los 20 países con mayor consumo de energía del mundo habían reducido su intensidad energética: la proporción de energía utilizada por unidad de PIB. La reducción fue impulsada principalmente por mayores eficiencias en los sectores de industria y transporte. Sin embargo, ese progreso aún no es suficiente para cumplir con el objetivo de duplicar la tasa global de mejora en la eficiencia energética".[16]
- Objetivo 11 : "Hacer que las ciudades y los asentamientos humanos sean inclusivos, seguros, resilientes y sostenibles" [17]
  - Al diseñar ciudades y comunidades sostenibles, la tecnología limpia participa en el aspecto arquitectónico, el transporte y el entorno de la ciudad. Por ejemplo:
    - Iniciativa Global de Economía de Combustible (GFEI): relanzada para acelerar el progreso en la descarbonización del transporte por carretera. Su objetivo principal para los vehículos de pasajeros, en línea con el ODS 7.3, es duplicar la eficiencia energética de los vehículos nuevos para 2030. Esto también ayudará a mitigar el cambio climático al reducir las emisiones dañinas de CO2.[18]
- Objetivo 13 : "Tomar medidas urgentes para combatir el cambio climático y sus impactos" [19]
  - Las emisiones de gases de efecto invernadero han tenido un impacto significativo en el clima, y esto da como resultado una solución rápida para aumentar constantemente los niveles de emisión. Las Naciones Unidas celebraron el Acuerdo de París para hacer frente a las emisiones de gases de efecto invernadero principalmente dentro de los países y para encontrar soluciones y establecer objetivos.